# Šport u 1989.
◄◄ | ◄ | 1986. | 1987. | 1988. | 1989.  | 1990. | 1991. | 1992. | ► | ►►
Arhitektura • Astronautika • Astronomija • Biologija • Film • Fotografija • Glazba • Kazalište • Kemija • Kiparstvo • Knjige • Književnost • Kršćanstvo • Meteorologija • Medicina • Planinarstvo • Politika • Pravo • Promet • Slikarstvo • Strip • Šport • Televizija • Znanost • Zrakoplovstvo • Željeznički promet
Šport u 1989.

## Svijet

### Natjecanja

#### Kontinentska natjecanja

##### Europska natjecanja
- Od 20. do 25. lipnja – Europsko prvenstvo u košarci u Jugoslaviji: prvak SFRJ
- Od 13. do 20. kolovoza – Europsko prvenstvo u vaterpolu u Bonnu u Njemačkoj: prvak Njemačka

## Hrvatska i u Hrvata

### Smrti
- 17. veljače – Franjo Škrinjar, hrvatski atletičar (* 1920.)
- 13. svibnja – Vjera Neferović, hrvatska atletičarka (* 1907.)
- 30. prosinca – Stjepan Boltižar, hrvatski gimnastičar (* 1913.)

## Vanjske poveznice
|  | Zajednički poslužitelj ima još gradiva o temi Šport u 1989. |